# ألفوس تود
ألفوس تود هو أمين مكتبة ومؤرخ كندي، ولد في 30 يوليو 1821 في لندن في المملكة المتحدة، وتوفي في 22 يناير 1884 في أوتاوا في كندا.